# Simon Billy
Simon Billy (* 5. Dezember 1991 in Montpellier, Hérault) ist ein französischer Geschwindigkeitsskifahrer. Er ist vierfacher Weltmeister und hält seit 22. März 2023 mit 255,5 Kilometern pro Stunde den Speedski-Weltrekord.

## Biografie
Simon Billy ist der Sohn des Speedski-Weltmeisters von 1996 und ehemaligen Weltrekordhalters Philippe Billy (243,902 km/h im Jahr 1997). Er begann im Alter von zwei Jahren mit dem Skifahren und im Alter von sechs Jahren in seinem Heimatort Vars mit dem Geschwindigkeitsskifahren.
Am 2. Februar 2008 gab Billy auf seiner Heimstrecke Chabrières in Vars sein Debüt im Speedski-Weltcup. Zwei Jahre später gelang ihm mit Platz 20 ebendort ein erstes Ergebnis in den Punkterängen. Sein erstes Spitzenresultat war Ende April 2010 ein vierter Platz in Verbier. Am selben Ort belegte er bei seiner ersten Weltmeisterschaft Rang acht. Ende Januar 2013 gewann er in Vars hinter Simone Origone und seinem Landsmann Bastien Montès die WM-Bronzemedaille. Einige Wochen darauf schaffte er als Dritter hinter den beiden Origone-Brüdern in Verbier seinen ersten Weltcup-Podestplatz. 2016 brach er mit 252,809 km/h erstmals den französischen Landesrekord. Am 30. März 2017 kam Billy bei einem Speed-Masters-Wettbewerb in seinem Heimatort Vars bei einer Geschwindigkeit von 230 km/h zu Sturz und erlitt mehrere Verletzungen, darunter Brüche der Kniescheibe und des Sprunggelenks. Die Beweglichkeit seines ausgerenkten linken Ellbogens ist laut Ärzten dauerhaft eingeschränkt.
Nach achtmonatiger Rehabilitation kehrte Simon Billy auf die Rennstrecke zurück. 2018 konnte er erstmals die französische Meisterschaft gegen Bastien Montès für sich entscheiden und sich dank zwei zweiten Plätzen in Andorra unter den besten zehn im S1-Weltcup etablieren. 2019 gewann er hinter dem langjährigen Dominator Simone Origone WM-Silber und feierte vier Tage später auf seiner Heimstrecke den ersten Weltcupsieg seiner Karriere. Im März 2021 gewann Billy alle drei Weltcup-Rennen auf dem Idre Fjäll und sicherte sich damit in einer aufgrund der COVID-19-Pandemie verkürzten Saison erstmals den Sieg in der S1-Gesamtwertung. 2022 kürte er sich in Vars erstmals zum Weltmeister.
Am 22. März 2023 gelang ihm auf der Chabrières-Piste die WM-Titelverteidigung. Dabei stellte er mit 255,5 km/h einen neuen Weltrekord im Geschwindigkeitsskifahren auf und übertraf den sieben Jahre alten Bestwert von Ivan Origone um 0,542 km/h. 2024 gewann er die dritte WM-Goldmedaille in Folge, was zuvor nur Simone Origone gelungen war. Auch im Jahr darauf konnte er den Titel erfolgreich verteidigen.
Simon Billy leitet gemeinsam mit seinem Vater Philippe ein Immobilienunternehmen. Sein jüngerer Bruder Louis war bis zu einem schweren Sturz ebenfalls als Geschwindigkeitsskifahrer aktiv (persönliche Bestleistung 241 km/h). Seit dem Rücktritt trainiert er seinen Bruder.

## Erfolge

### Weltmeisterschaften
- Vars 2009: 45. S1
- Verbier 2011: 8. S1
- Vars 2013: 3. S1
- Vars 2019: 2. S1
- Vars 2022: 1. S1
- Vars 2023: 1. S1
- Vars 2024: 1. S1
- Vars 2025: 1. S1

### Weltcupwertungen
| Saison | S1    | S1     |
| Saison | Platz | Punkte |
| ------ | ----- | ------ |
| 2010   | 20.   | 61     |
| 2012   | 16.   | 64     |
| 2013   | 17.   | 60     |
| 2014   | 14.   | 98     |
| 2016   | 20.   | 45     |
| 2018   | 7.    | 313    |
| 2019   | 3.    | 398    |
| 2020   | 2.    | 440    |
| 2021   | 1.    | 300    |
| 2022   | 2.    | 520    |
| 2023   | 2.    | 480    |
| 2024   | 2.    | 240    |
| 2025   | 3.    | 430    |

### Weltcupsiege
Billy errang im Weltcup 33 Podestplätze, davon 8 Siege:
| Datum         | Ort       | Land       | Disziplin |
| ------------- | --------- | ---------- | --------- |
| 26. März 2019 | Vars      | Frankreich | S1        |
| 11. März 2021 | Idrefjäll | Schweden   | S1        |
| 12. März 2021 | Idrefjäll | Schweden   | S1        |
| 13. März 2021 | Idrefjäll | Schweden   | S1        |
| 10. März 2022 | Idrefjäll | Schweden   | S1        |
| 11. März 2022 | Idrefjäll | Schweden   | S1        |
| 18. März 2023 | Vars      | Frankreich | S1        |
| 29. März 2023 | Vars      | Frankreich | S1        |

### Weitere Erfolge
- 2 französische Meistertitel (S1 2018 und 2022)
- Weltrekord im Geschwindigkeitsskifahren (255,500 km/h am 22. März 2023 in Vars)